# Pomponiano
Pomponiano (II secolo a.C. – I secolo a.C.) è stato un commediografo latino.
Attivo nello stesso periodo di Quinto Novio e Lucio Pomponio è annoverato tra coloro che si adoperarono nel trasformare l'atellana in un vero e proprio genere letterario. Citato raramente in opere di altri autori dei suoi lavori non ci resta nulla.